# 新英格蘭鎮區 (北達科他州赫廷傑縣)
新英格蘭鎮區（英語：New England Township）是位於美國北達科他州赫廷傑縣的一個鎮區。

## 地方資料
新英格蘭鎮區的面積為92.16平方千米，皆為陸地。根據2020年美國人口普查的數據，當地共有人口86人，而人口密度為每平方千米0.93人。